# Spo11
Spo11是人类基因spo11 编码的蛋白质，在真核生物中广泛存在，与古菌基因TopVIA为直系同源体，负责减数第一次分裂前期遺傳重組中DNA的双链断裂的形成。